# Novacerus insoliatus
Novacerus insoliatus är en urinsektsart som först beskrevs av John Tenison Salmon 1941.  Novacerus insoliatus ingår i släktet Novacerus och familjen långhornshoppstjärtar. Inga underarter finns listade i Catalogue of Life.